# 金巴利
金巴利（義大利語：Campari）是一款利口酒，起源於意大利，根据出售国家不同，其酒精浓度有多个版本，包括20.5%、21%、25%及28%。金巴利使用多种草药和水果酿制，包括厚叶橙、灌木巴豆，其鲜红的颜色是它独特的标志，味道很苦。

## 历史
金巴利的历史可以追溯到1860年，意大利人，诺瓦拉的Gaspare Campari发明了这种酒。最初的金巴利靓丽的红色来自于胭脂红——一种利用胭脂虫制作的天然染色剂。1904年，金巴利的第一家生产工厂开在米兰附近的塞斯托-聖喬凡尼。近的塞斯托-聖喬凡尼。当时，公司要求出售金巴利的酒吧都推广金巴利品牌。在Davide Campari——Gaspare的儿子的引领下，公司开始出口饮料，首先是法国尼斯，继而畅销海外。金巴利品牌现在远销全球190多个国家。在2006年，金巴利集团停止使用胭脂红着色。

## 金巴利苏打水

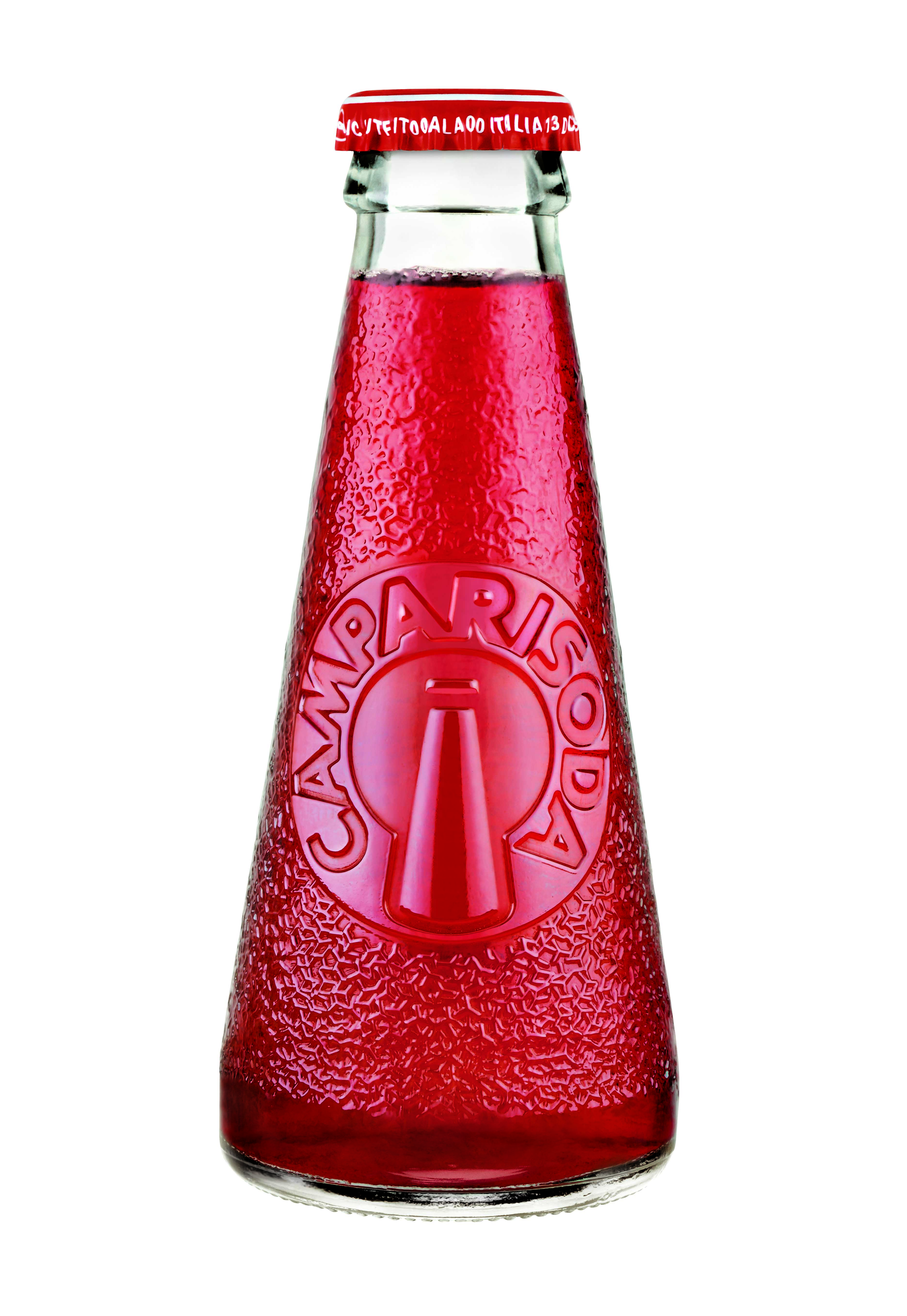
金巴利苏打水

在意大利市场，还有一种金巴利混合苏打水（10％的酒精度数）的饮料出售，称作金巴利苏打水。金巴利苏打水采用一种独特的瓶装，是由福尔图纳托·德佩罗在1932年设计的。据说，金巴利一直是许多其他苦甜类饮料，如马耳他1952年的Kinnie发明的灵感之源。

## 饮用

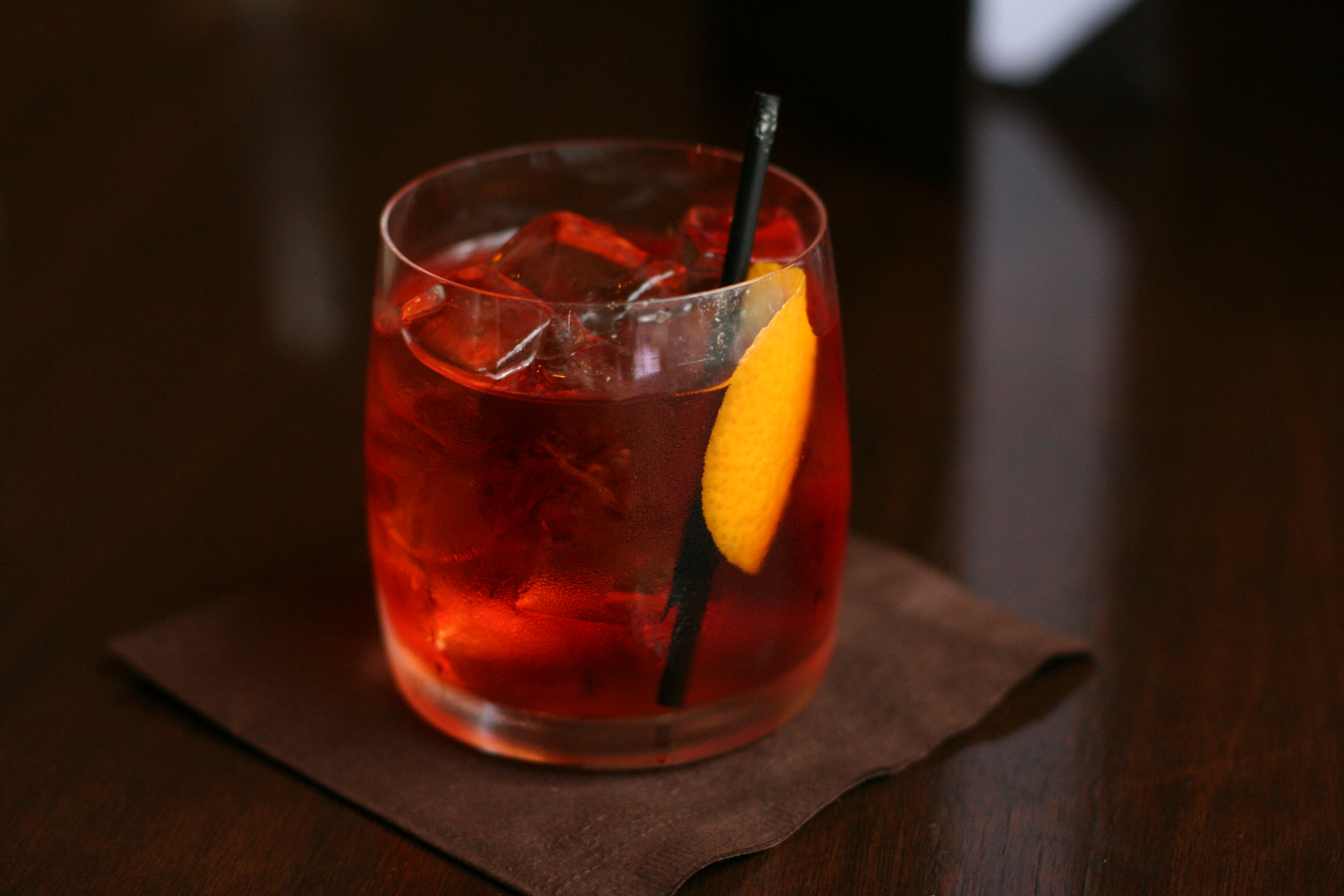
Negroni鸡尾酒

金巴利最初作为餐前酒和餐后酒饮用，但是鉴于其鲜亮的色彩，现在越来越多的被用于调制多种鸡尾酒。从简单的与苏打水、葡萄酒或橙汁混合饮用，到调制大名鼎鼎的Negroni鸡尾酒、Americano鸡尾酒和Garibaldi鸡尾酒。